# Țaricino, Dobrici
Țaricino (în bulgară Царичино, în română Idris-Cuius) este un sat în comuna Balcik, regiunea Dobrici, Dobrogea de Sud, Bulgaria. 
Între anii 1913-1940 a făcut parte din plasa Balcic a județului Caliacra, România. Majoritatea locuitorilor erau români.

## Demografie
Componența etnică a satului Țaricino
     Bulgari (81,76%)
     Turci (5,66%)
     Nicio identificare (12,57%)
     Altele (0%)
La recensământul din 2011, populația satului Țaricino era de 159 locuitori. Din punct de vedere etnic, majoritatea locuitorilor (81,76%) erau bulgari, cu o minoritate de turci (5,66%). Pentru 12,57% din locuitori nu este cunoscută apartenența etnică.